# Johannes Tripp
Johannes Tripp (* 4. Juli 1835 in Hundsangen, Amt Wallmerod; † im 19. Jahrhundert) war ein deutscher Gutsbesitzer und Mitglied des Preußischen Abgeordnetenhauses.

## Leben
Johannes Tripp war Gutsbesitzer und pachtete 1866 den Burghof bei Dernbach.
Er kandidierte mehrmals im Wahlkreis Wiesbaden 4 (Diez, Hadamar, Limburg, Runkel, Weilburg) als Mitglied der Zentrumspartei erfolglos für den Deutschen Reichstag.
In den Jahren von 1879 bis 1882 war er für die Deutsche Zentrumspartei Mitglied des Preußischen Abgeordnetenhauses (Wahlkreis Wiesbaden 8 (Oberlahnkreis)).